# Ion Gigurtu
Ion Gigurtu (né le 24 juin 1886 à Drobeta-Turnu Severin, mort le 24 novembre 1959 à Râmnicu Sărat) est un homme politique roumain, membre du Front de la renaissance nationale (FRN). Il est président du Conseil des ministres de Roumanie de juillet à septembre 1940.

## Biographie
Après des études secondaires à Craiova il poursuit des études supérieures à l'École des mines de Freiberg et à l'université technique de Berlin à Charlottenburg dans l'Empire allemand. Il décroche un diplôme d'ingénieur des mines. Il participe durant la Première Guerre mondiale à la campagne de Roumanie en tant que lieutenant puis capitaine.
En 1919 il rejoint le Parti du peuple, fonde l'Organisation pour l'industrie et le commerce roumain et exerce diverses fonctions dirigeantes dans des entreprises roumaines.
Il est élu député en 1926-1927 et fait partie de la délégation roumaine de la Conférence navale à Genève en 1927. En 1932 il quitte le Parti du peuple pour le Parti agrarien. Il fonde le magazine Libertatea en janvier 1933. Après avoir rejoint le Parti national chrétien il est nommé en juillet 1937 au Conseil supérieur économique. Il participe au financement du Parti national paysan et de la Garde de fer. De décembre 1937 à février 1938 il est ministre de l'Industrie dans le cabinet éphémère d'Octavian Goga.
Le roi Carol II le nomme ministre de l'Information en novembre 1939, ministre des Affaires étrangères le 1er juin 1940 puis secrétaire d'État dans les cabinets de Gheorghe Tătărescu. Alors que sa protectrice, la France, vient de s’effondrer et les pressions allemandes sur la Roumanie augmentent, le chantage à la guerre et la crainte de subir le même sort que la Pologne voisine (partagée entre l'Allemagne nazie et l'URSS stalinienne) et que la Finlande (attaquée par l'URSS) poussent le roi Carol II et son régime « carliste » à cesser leur lutte armée contre la Garde de fer fasciste et à se rapprocher de l'« Axe ». Une semaine après l’occupation de la Roumanie orientale par l’Armée rouge à la suite de l’ultimatum de 48 heures présenté par Viatcheslav Molotov le 26 juin, le roi nomme Gigurtu président du Conseil des ministres le 4 juillet 1940 : le Conseil de la Couronne valide l’arbitrage par 21 voix contre 10 et une abstention. 
Voyant l’URSS prendre à la Roumanie sans combat 50 135 km2 peuplés de 3 150 793 personnes (15 % du territoire et 16 % de la population), la Hongrie et la Bulgarie exigent à leur tour respectivement la Transylvanie et la Dobroudja. Pour éviter un démantèlement total de son pays, le roi Carol II envoie Gigurtu négocier directement avec Adolf Hitler à Salzbourg où, le 27 juillet, le roumain parvient à obtenir du Führer le principe d'un partage de ces régions par un arbitrage allemand. Pour donner des gages à l’« ogre nazi », Gigurtu déclare adhérer loyalement à la politique de l'Allemagne et consentir à des sacrifices territoriaux pour démontrer la fiabilité de l’adhésion roumaine à l’Axe.
Sur le plan intérieur, le cabinet Gigurtu, qui comprenait un ministre de la Garde de Fer : son chef Horia Sima, interdit le droit de grève, dissout le parlement et fait interner les parlementaires des partis historiques roumains (notamment agrarien et libéral). Il met en place en août 1940 une nouvelle législation antisémite en signant des décrets-lois excluant les Juifs du service public et interdisant le mariage entre chrétiens et juifs. En revanche il fait libérer les artistes Juifs travaillant pour l’État roumain, emprisonnés par Octavian Goga.
Se soumettant au deuxième arbitrage de Vienne, la Roumanie cède le 30 août 1940 la Transylvanie du Nord au Royaume de Hongrie, et, le 7 septembre 1940, par les Accords de Craiova, rend la Dobroudja du Sud à la Bulgarie. Ces pertes territoriales sont bien plus étendues que celles évoquées à Salzbourg par Hitler devant Gigurtu comme « prix de la paix », et représentent plus d’un tiers de la Grande Roumanie. En protestation contre ce qu’il appelle le « Diktat de Vienne », Ion Gigurtu démissionne le 4 septembre 1940 et se retire de la vie politique, estimant avoir été berné.
La Roumanie rejoint les Alliés le 23 août 1944 lors du coup d’état du roi Michel contre le maréchal pro-allemand Antonescu et Gigurtu est arrêté le 5 octobre 1944 sous l’accusation, dans un premier temps, d’avoir mené une politique anti-patriotique, pro-allemande et antisémite, et d’avoir cédé la Transylvanie, mais après le coup d’état qui porte les communistes au pouvoir le 6 mars 1945, la procédure est abandonnée et Gigurtu est libéré en juin 1946. En effet, les communistes qui prônent la « fraternité prolétarienne entre les peuples » (y compris allemand, hongrois, juif, roumain…) ne veulent pas d’un procès sur des accusations « nationalistes bourgeoises ». Leur police politique, la Securitate, arrête à nouveau Ion Gigurtu en 1948, cette fois sous l’accusation d’avoir « agi contre la classe ouvrière ». Dans la nuit du 5 au 6 mai 1950 il est envoyé avec d’autres « ennemis du peuple » dans la prison-mouroir de Sighet (aujourd’hui mémorial des victimes du régime communiste). En 1956 il est jugé et condamné à 15 ans de prison. Il meurt malade et affamé en 1959 dans le pénitencier de Râmnicu Sărat,.